# Раск (цар сапеїв)
Раск (д/н — 42 до н. е./41 до н. е.) — цар фракійців-сапеїв (Південна Фракія). Разом з братом Рескупорідом I першим отримав титул царя.

## Життєпис
Син Котіса I, вождя або династа сапеїв. У 48 році до н. е. після смерті батька разом з братом Рескупорідом I успадкував владу. Спочатку співдинасти діяли спільно. Вони підтримали Гнея Помпея Великого у боротьбі проти Гая Юлія Цезаря. Того ж року було відправлено 200 вершників до армії Помпея. Але поразка останнього у битві при Фарсалі того ж року призвела до того, що сапеї підкорилися Цезареві. Гай Юлій Цезар, сповідуючи римський принцип «розідляй і володарюй», не покарав Раска і його брата, а навпаки наділив їх частиною володінь Садали II, одрисько-астейського царя, послаблюючи останнього.
У 43 році до н. е. Раск розійшовся з братом щодо підтримки вбивць Цезаря — Марка Юнія Брута і Гая Кассія Лонгіна. На відміну від брата Раск став на бік тріумвірів — Марка Антонія і Октавіана. Втім це не призвело до війни між братами. У 42 році до н. е. на чолі війська Раск брав участь у битві при Філіппах, де Брут й Кассій зазнали поразки. Після цього Раск заступився за брата й виклопотав в Антонія помилування Рескупоріда I. Згідно з Діоном Кассієм, у цей час братам надано титул царів, який до того мали тільки володарі одрисів. Також посилено вплив Сапейської держави серед астейських племен, даників Одриського царства. Цим було закладено основу впливу сапеїв у Фракії.
Помер десь у 42 або 41 році до н. е. Владу успадкував його небіж Котіс II.